# 留克特拉戰役
留克特拉战役，是一场前371年爆发于底比斯和斯巴达之间的一场战争。在这场战斗中，伊巴密浓达首创斜线式战术。
當時針對希臘重步兵方陣一線平推平均分佈兵力的特點，其無法在不將列數減少的情況下排出與斯巴達軍相同長度的陣形，伊巴密濃達放棄嘗試排出與斯巴達相同長度陣形，集中兵力於一翼，改為將左翼的列數增多，由傳統的八至十二列改為五十列，力求獲得突破。但是有強就有弱，如果自己加強的一側獲得勝利，而削弱的一側被對方突破，仍然是沒有意義的。所以為了保護自己受到削弱的一翼，就把它向後回縮並延遲戰鬥，儘量拖延它與敵人接觸的時間，其加強了的左翼則以雙倍速度衝向斯巴達軍，希望加強的一翼能夠求得決定性的突破。就在這一戰，他用這戰陣擊敗了斯巴達精銳部隊。
最终底比斯胜利。